# Beautiful Trauma (singolo)
Beautiful Trauma è un singolo della cantautrice statunitense Pink, pubblicato il 21 novembre 2017 come secondo estratto dall'album omonimo.

## Promozione
Il brano ha raggiunto le radio italiane il 12 gennaio 2018.

## Accoglienza
Andrew Unterberger di Billboard ha descritto la canzone come «elegante e sanguinosa, scintillante e grungy; [...] afferma la bellezza della vita senza essere accomodante con essa», notando anche che è stata la scelta «perfetta per il singolo principale».

## Video musicale
Il video musicale, pubblicato il 21 novembre 2017 sul canale Vevo-YouTube della cantante, mostra Pink e l'attore e ballerino Channing Tatum interpretare una coppia sposata nell'America degli anni '50, e la coppia patinata appare felice nei rispettivi ruoli sociali imposti dalla cultura statunitense dell'epoca. In realtà il video ci mostra che quella perfezione è solo apparente, una facciata che nasconde una donna che assopisce le proprie frustrazioni con le pillole ed un marito che annega le proprie infelicità nell'alcol. Il video prosegue svelando i sogni segreti dei coniugi, cosa ciascuno dei due vorrebbe davvero per essere se stesso. Per il video, la costumista Kim Bowen ha vinto il Costume Designers Guild Award for Excellence in Short Form Design.

## Tracce
Download digitale
Testi e musiche di Alecia Moore e Jack Antonoff.
1. Beautiful Trauma – 4:10

Download digitale - The Remixes
1. Beautiful Trauma (Kat Krazy Remix) – 3:13
2. Beautiful Trauma (Moti Remix) – 3:29
3. Beautiful Trauma (Nathan Jain Remix) – 2:33
4. Beautiful Trauma (E11even Remix) – 3:07

## Classifiche
| Classifica (2017) | Posizione massima |
| ----------------- | ----------------- |
| Australia         | 25                |
| Austria           | 45                |
| Belgio (Fiandre)  | 30                |
| Belgio (Vallonia) | 42                |
| Canada            | 51                |
| Francia           | 136               |
| Germania          | 80                |
| Irlanda           | 80                |
| Paesi Bassi       | 99                |
| Regno Unito       | 25                |
| Stati Uniti       | 78                |
| Svizzera          | 46                |